# Araber (Pferd)
Der Begriff Araber ist ein Überbegriff für Pferde, die dem Erscheinungsbild und der Herkunft nach arabischen Ursprungs sind, gleichgültig ob sie von der World Arabian Horse Organization anerkannt sind oder nicht. 
Im engeren Sinn bezeichnet der Begriff  eine eigene Rassegruppe innerhalb der arabischen Pferde. In die Rassegruppe Araber werden die Pferde eingeordnet, deren Blut nicht rein genug ist, um als Vollblutaraber zu gelten, deren Anteil an Fremdblut jedoch zu gering ist, um einer der drei anderen Rassen (Shagya-Araber, Anglo-Araber oder Arabisches Halbblut) zugeordnet zu werden. Das Zuchtbuch der Araber-Rasse wird in Deutschland vom Verband der Züchter und Freunde des Arabischen Pferdes VZAP und vom Zuchtverband für Sportpferde arabischer Abstammung ZSAA geführt.
Hintergrundinformationen zur Pferdebewertung und -zucht finden sich unter: Exterieur, Interieur und Pferdezucht.

## Merkmale
Jede Sparte der Arabischen Pferde hat andere Körpermerkmale, die je nach Zuchtziel, Anteil geführten Arabischen Vollbluts, denen des Arabischen Vollblutes mehr oder weniger nahekommt. Typische Kopfform ist der leichte Hechtkopf mit schmalem, trockenem Kopf und geradem Profil.
Die Rassegruppe des Arabers hat kein spezielles Zuchtziel, weshalb hier auch keine konsolidierten Exterieur- und Interieurmerkmale zu finden sind. Da jedoch Vertreter dieser Rassegruppe häufig höher im Blut stehen als die der anderen Rassengruppen, weisen die Merkmale nicht selten Ähnlichkeiten mit denen des Arabischen Vollblutes auf. Diese sind in dem Artikel über das Arabische Vollblut beschrieben.
Araber sind oftmals sehr temperamentvoll. Für Wanderreiten oder Distanzritte sind sie durch ihre hohe Arbeitswilligkeit und Härte sehr beliebt. Araber vertragen hohe Temperaturen und große Luftfeuchtigkeit und wurden für Ausdauerleistungen gezüchtet.  Die Geschichte der Arabischen Pferde erklärt ihren Erfolg: Jahrhundertelang waren sie die Reittiere der Beduinen, lebten in heißem Klima, bewegten sich auf schwierigem Terrain und mussten bei knappen Rationen lange Strecken zurücklegen. Von Natur aus haben Araber unverwüstliche Beine und sind extrem ausdauernd.

## Vertreter

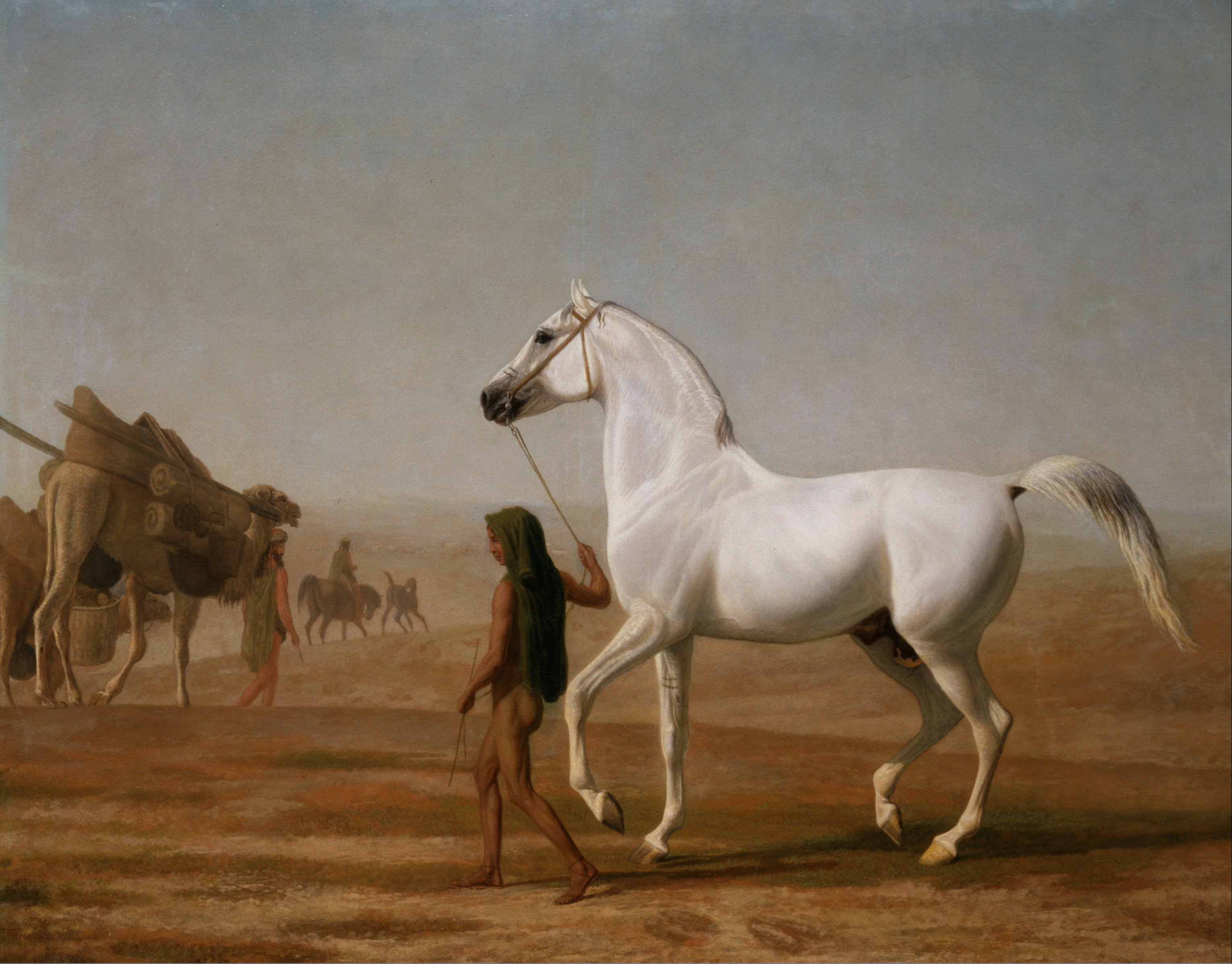
Araber, Jacques-Laurent Agasse

Zu Vertretern der Rassegruppe Araber zählen z. B.:
- Arabische Pferde aus dem Libanon, Ägypten, Jordanien und der Türkei, deren Abstammungsnachweis nicht lückenlos dokumentiert ist und nicht bei der WAHO eingetragen sind
- Arabische Pferde, deren Herkunft durch Verlust der Papiere nicht eindeutig geklärt werden kann (z. B. aufgrund von Kriegswirren)
- Ungarische Araber, die nicht der Gruppe der Shagya-Araber zugeordnet werden können
- Einzelne Pferde der russischen Tersker, die aufgrund einer Sonderstellung in Deutschland verschiedenen Rassegruppen zugeordnet werden
- Nachkommen der Stute Nigra Zscheiplitz aus dem Vorkriegsgestüt Röblingen, vor allem aus dem ehemaligen DDR-Bestand. Nachdem diese Pferde als Arabische Vollblüter geführt wurden, wurde nach der Feststellung von geringen Fremdblutanteilen eine Umgruppierung in die Rassegruppe Araber vorgenommen.[3]
- Farbzuchten mit einem Anteil an Arabischem Vollblut von über 90 %. Araberpintos sind eine eigene Rasse.[4]